# Jacques-Louis Chevillard
Pour les articles homonymes, voir Chevillard.
Jacques-Louis Chevillard, né en 1680 et mort en 1751, est un graveur, éditeur et marchand d'estampe français.